# PAL-regio

Wereldkaart met de PAL-regionen in blauw

De PAL-regio (Engels PAL region) is in de computerspelindustrie de collectieve benaming voor Australië, Nieuw-Zeeland, het Verenigd Koninkrijk, Zuid-Afrika en de meeste Europese landen. De term komt vooral ter sprake bij de publicatie van nieuwe spellen, die vaak tegelijkertijd in al deze landen worden uitgebracht.
Het merendeel van de spellen uitgebracht voor de PAL-regio werken niet op de NTSC-U/C of NTSC-J-regio vanwege een regioslot.

## Gebied
Het bereik van de PAL-regio varieert, maar over het algemeen worden de volgende landen ertoe gerekend:
| - Afghanistan - Australië - Bangladesh - België - Brazilië - Bulgarije - China - Cyprus - Denemarken - Duitsland - Egypte - Finland - Frankrijk |  | - Griekenland - Hongarije - Ierland - IJsland - India - Irak - Iran - Israël - Italië - Kroatië - Letland - Litouwen - Luxemburg |  | - Noord-Macedonië - Maleisië - Malta - Nederland - Nieuw-Zeeland - Nigeria - Noorwegen - Oostenrijk - Pakistan - Polen - Portugal - Roemenië - Rusland |  | - Saoedi-Arabië - Servië - Slowakije - Spanje - Thailand - Tsjechië - Turkije - Verenigde Arabische Emiraten - Verenigd Koninkrijk - Zweden - Zwitserland - Zuid-Afrika |

## Kritiek op PAL-regio computerspellen
Spellen die zijn uitgebracht in de PAL-regio hebben over het algemeen een speelsnelheid en aantal beelden per seconde die inferieur is aan de NTSC-versies van deze spellen. Voor NTSC is 60 beelden per seconde de standaard, maar voor PAL is dit 50 beelden per seconde. Daarom werden spellen bij distributie voor de PAL-regio vaak 17,5% langzamer gemaakt om problemen te voorkomen. Daarbij zorgt PAL’s verhoogde resolutie vaak voor grafische problemen. De speelervaring van veel spellen die draaiden om snelheid, zoals de originele Sonic the Hedgehog voor de Sega Mega Drive, leed onder deze aanpassingen.
Ondanks de mogelijkheden en populariteit van 60 Hz PAL-spellen, zijn veel spellen voor de PlayStation en PlayStation 2 enkel in de 50 Hz-versies uitgebracht. Spellen voor de Xbox 360 en Wii hebben wel een 60 Hz-ondersteuning.